# Senegal op het wereldkampioenschap voetbal
Senegal heeft twee keer gespeeld op de eindronde van het wereldkampioenschap voetbal. Hieronder volgt een overzicht van de toernooien die het Senegalees voetbalelftal speelde.

## WK 2002- Japan en Zuid-Korea
- Frankrijk - Senegal 0-1
- Denemarken - Senegal 1-1
- Senegal - Uruguay 3-3
- Achtste finale: Zweden - Senegal 1-2 (nv)
- Kwartfinale: Senegal - Turkije 0-1 (nv)

Senegal begon aan haar eerste WK met een immense stunt: in de openingswedstrijd klopte het regerend wereldkampioen Frankrijk met 0-1. Het eerste Senegalese WK-doelpunt ooit werd gescoord door Papa Bouba Diop. Een week later speelde Senegal gelijk tegen Denemarken nadat Salif Diao een penaltydoelpunt van Jon Dahl Tomasson uitwiste. Ook in de laatste groepswedstrijd speelde Senegal gelijk: het stond tegen Uruguay aan de rust weliswaar met 3-0 voor, maar de Zuid-Amerikanen kwamen alsnog terug tot 3-3. Senegal sprokkelde zo vijf punten bijeen in de groepsfase, wat (mede door de zwakke prestatie van Frankrijk) genoeg was voor een ticket naar de knock-outfase. Daarin moest Senegal het opnemen tegen Zweden. Indien Senegal gewonnen zou hebben tegen Uruguay was het groepswinnaar geworden en had het het in de achtste finale moeten opnemen tegen Engeland, de nummer twee van groep F.
De wedstrijd tegen Zweden eindigde na 90 minuten op 1-1, na doelpunten van Henrik Larsson en Henri Camara. In de 104e minuut scoorde diezelfde Camara een golden goal, waardoor Senegal meteen geplaatst was voor de kwartfinale. Daar moest Senegal de degens kruisen met Turkije. Ditmaal werden de Senegalezen zélf het slachtoffer van de golden goal: na een 0-0-stand na 90 minuten scoorde İlhan Mansız in de 94e minuut, waardoor het verhaal van Senegal eindigde in de kwartfinale.

## WK 2018- Rusland
- Polen - Senegal 1-2
- Japan - Senegal 2-2
- Senegal - Colombia 0-1

Senegal startte het WK 2018 met een zege tegen Polen. In de tweede groepswedstrijd kwam het tegen Japan tweemaal op voorsprong, maar de Japanners klommen telkens terug op gelijke hoogte. De derde groepswedstrijd ging dan weer verloren tegen Colombia, waardoor Senegal met vier punten op een gedeelde tweede plaats eindigde met Japan. Doordat ook het doelsaldo gelijk was, werd er gekeken naar het aantal gele kaarten. Senegal had tijdens de groepsfase zes gele kaarten verzameld en Japan slechts vier, waardoor Japan en niet Senegal naar de achtste finale mocht. Senegal werd zo het eerste land in de WK-geschiedenis dat uitgeschakeld werd op basis van het Fair-playklassement.